# Кан де комба
Кан де комба (фр. Canne de combat) (борба са штапом) или Ла кан (фр. La canne) (штап за пешачење) је борилачка вештина из Француске. Назив је дошао од штапа који се користио при пешачењу и био је био познат целој Европи, нарочито у 19. веку. У седамдесетим годинама двадесетог века, вештина је стандардизована без опасних техника и са лаким штапом од кестена, 95 цм дугачким, са маском за мачевање, штитним рукавицама и штитним оделом, такозваним тенуе (фр. tenue).  

## Историја
Кан де комба развио се из мачевања и рано је био у вези са све популарнијим саватеом, чији су мајстори пронашли штап за пешачење као оружје са самоодбрану за себе. Посебно је традиција кана везана за Шарлмон-школу и за школу Швајцарца Пјера Вињија (фр. Pierre Vigny), који је у 19. веку научио ондашњи бартицу-систем Едварда Вилијама Бартон-Рајта. Штап је постао предмет самоодбране европске аристократије и буржоазије, које су одушевљено запазили да једна модна ствар може да има и једну практичну корист - за самоодбрану могао је да послужи штап за пешачење, кишобран итд. 
Паралелно с њима, француска војска је увела вежбање са штапом (Canne d'Arme - кан (штап) војске) и издала је већи број књига које су се бавиле и француским боксом, тј. саватеом. То је било златно доба кана. Спортска надметања и двобоји су се одржавали у јавности, међу њима надметања школа Вињи и Шарлмон. Кан је био у програму олимпијских игара у Паризу 1924. године. Дан данас пломбирани штап кана, који је на крају отежен са баластом, важи у Француској за оружје. Многе технике се могу наћи и у данашњем школовању француске полиције.

## Технике
Спортска надметања се врше у рингу са пречником од 9 м. Штап се држи у руци, борац може по вољи да мења руку. Може се такође борити са два штапа. 
Ударачке зоне су глава и поткољенице, код мушкараца и тело испод груди до кука. Начин борења је мешавина мачевања и ескриме, док борци могу и у доње позиције и у високе скоке. Бори се по појенима. Данашњи кан познаје шест ударце, два хоризонтална и четири вертикална. Забрањени су убоди и ударци на леђа и позадину главе. Важујући ударци морају да буду изведени у Armé, тј. штап и раме морају да буду у једној линији. Даље један важујући ударац мора да је изведен са напредних 20 цм штапа на врху.

## Штап - La Canne
Стандардизовање у седамдесетим годинама двадесетог века је одредило борбене технике и мере за штап. Штап за такмичење има дужину од 95 цм, на врху има пречник од 1 цм, на дршци између 1,5 до 2 цм, и дели се на три дела: дршку (la manchette), „зону параде“ (la surface de parade) и напредних 20 цм на ударачку зону (la surface autorisée de touche). Штапови за вежбање су обично дебљи.

## Кан у Србији
У Србији се јавља у војсци заједно са саватеом Краљевине Србије још у 19. веку, а донели су га официри школовани у Француској. После дуже паузе је поново почео да се тренира у савате клубу Војводина у Новом Саду. Од 2006. године се изучава као редовна савате дисциплина.
Репрезентација Србије је први пут у историји кана наступила на Светском првенству 2014. у Будимпешти, у Мађарској. Србија је наступила са два такмичара и освојила 11. и 13. место.